# 米山弘

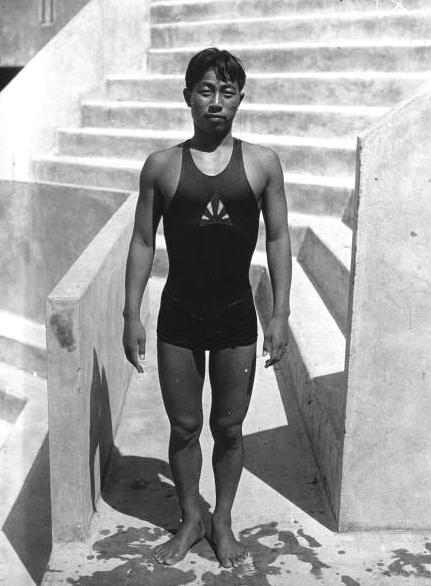
1924年

米山 弘（よねやま ひろし、1908年（明治41年） - 1987年（昭和62年）1月24日）は、茨城県出身の競泳選手。旧制茨城県立水戸中学校、第一早稲田高等学院、早稲田大学商学部卒業。1928年アムステルダムオリンピック男子800m自由形リレー銀メダリスト。
1928年のアムステルダムオリンピック競泳男子800m自由形リレーで佐田徳平、新井信男、高石勝男とともに銀メダルを獲得。